# Filipstadsambassadörer
Filipstadsambassadörer är en personer som utsetts till ambassadör för Filipstad av Filipstads kommun i samråd med "Filipstadsföretag i samverkan". Ambassadörer utses årligen sedan 1991. Hittills har dessa utsetts: 
- 1991 Kent Finell
- 1992 Per Eric Nordquist
- 1993 Thore Skogman
- 1994 Roland Cedermark
- 1995 Ebba Blitz
- 1996 Ingvar Oldsberg
- 1997 Monica Forsberg
- 1998 Peter Harryson
- 1999 Magnus Norman
- 2000 Björn Hellberg
- 2001 Lotta Bromé
- 2002 Jonny Nilsson
- 2003 Hasse "Kvinnaböske" Andersson
- 2004 Carl Jan Granqvist
- 2005 Ernst Kirchsteiger
- 2006 Anders Eldeman
- 2007 Ewa Persson
- 2008 Anders Lundin och Kerstin Ryhed Lundin
- 2009 Jessica Andersson
- 2010 Rickard Sjöberg
- 2011 Alexandra Charles
- 2012 Lena Dahlman
- 2013 Jan "Flash" Nilsson
- 2014 Andreas Weise
- 2015 Matte Carlsson
- 2016 Ninni Schulman
- 2017 Rasmus Asplund
- 2018 Thomas Jansson
- 2019 Alex Schulman
- 2020-2021 Jan Scherman
- 2022 Calle Stjernlöf